# Прекрасный принц

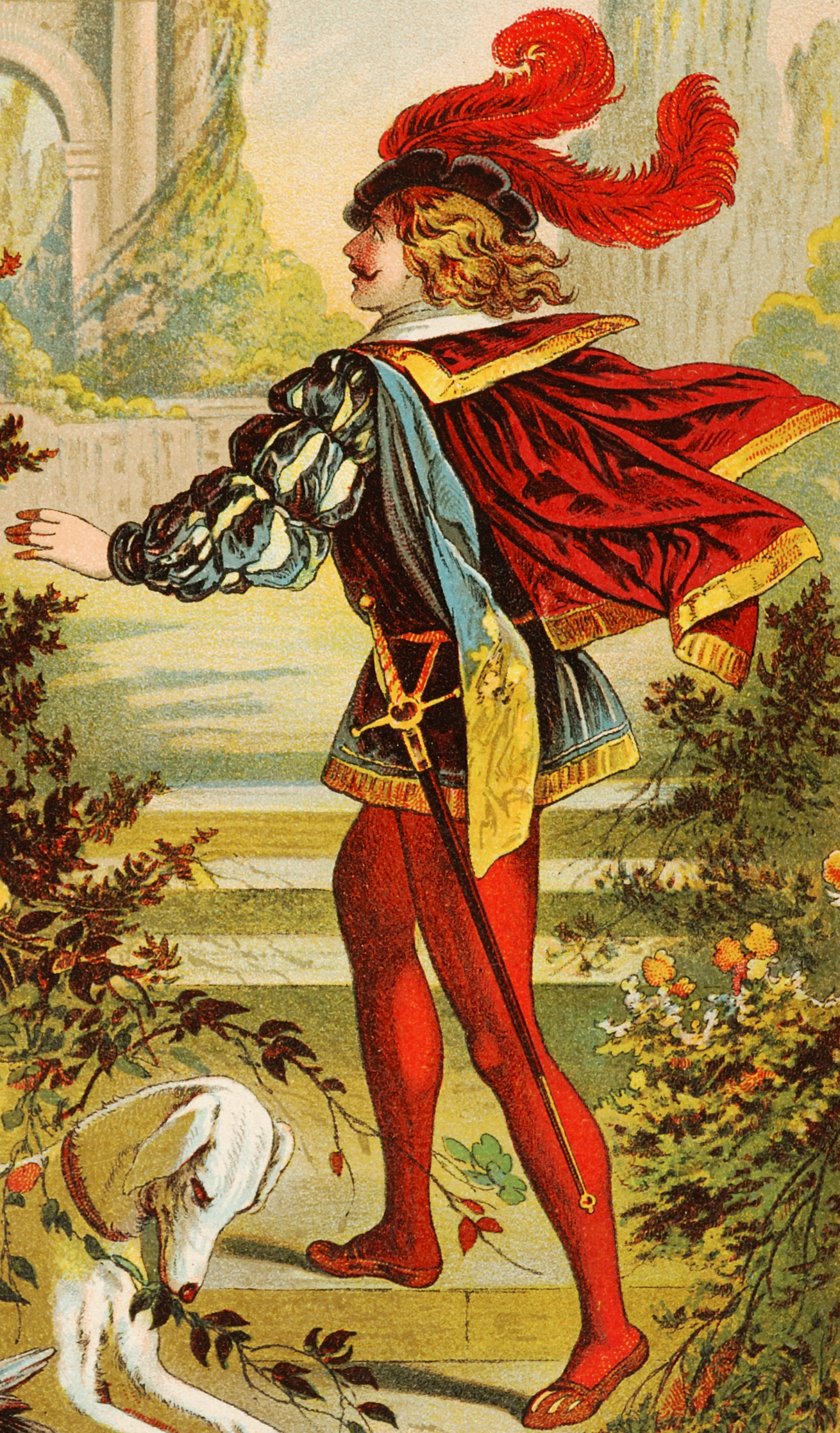

Прекрасный принц — архетипичный образ, вымышленный герой литературного произведения, картины или фильма. Положительный герой, который приходит на помощь деве в беде, освобождая её от злодея, чудовища или наложенного на неё проклятия.
Образ прекрасного принца наряду с девой в беде появляется во многих традиционных сказках, таких как «Спящая красавица», «Золушка» или «Белоснежка».

## В современной культуре
Образ прекрасного принца, нередко называемого также принцем на белом коне, закрепился в современной культуре в качестве абстрактного, эталонного идеального мужчины, мужчины мечты, встречи с которым якобы ждёт каждая женщина, и который решит все её проблемы.
В отличие от фольклорных текстов, где «наибольший процент актуализации наблюдается у концептуального признака „поведение“», что позволяет говорить о принце как человеке дела, например в анимационном фильме «Шрек-2» «в структуре концепта PRINCE зафиксирован наивысший процент актуализации концептуального признака „внешность“, что позволяет сделать вывод о том, что для современного принца главнее внешность, а не то, что за ней стоит».